# Jael Unger
Jael Unger (née Julia Gabriela Ünger Kremer le 4 juillet 1941 à Montevideo) est une actrice chilienne.

## Filmographie
- 1972 : État de siège

## Télévision

### Telenovelas
| Telenovelas | Telenovelas             | Telenovelas                      | Telenovelas |
| Année       | Titre                   | Rôle                             | Chaîne      |
| ----------- | ----------------------- | -------------------------------- | ----------- |
| 1972        | La Sal del Desierto     | Victoria Covarrubias             | TVN         |
| 1975        | J.J. Juez               | Irene Garmendia                  | Canal 13    |
| 1975        | María José              | María José                       | Canal 13    |
| 1976        | Sol Tardío              | Daniela Ortiza                   | TVN         |
| 1981        | La Madrastra            | Marcia Espínola / Marcia Jones   | Canal 13    |
| 1983        | La Noche del Cobarde    | Dalia Venezia                    | Canal 13    |
| 1985        | La Trampa               | Selva Marinka                    | Canal 13    |
| 1987        | La Última Cruz          | Malena Aguirre                   | Canal 13    |
| 1991        | Volver a Empezar        | Margot Albónico                  | TVN         |
| 1992        | Trampas y Caretas       | Carmen Mackenna                  | TVN         |
| 1993        | Ámame                   | Livia Mc Donald                  | TVN         |
| 1994        | Rojo y Miel             | Graciela Arancibia de Bernard    | TVN         |
| 1995        | Estúpido Cupido         | Luz Arlegui de Dublé             | TVN         |
| 1995        | Juegos de Fuego         | Isabel Vergara / Antonia Vergara | TVN         |
| 1996        | Loca Piel               | Pilar Lynch de Foster            | TVN         |
| 1998        | Borrón y Cuenta Nueva   | Genoveva "Beba" Flores           | TVN         |
| 1999        | La fiera                | Maria Teresa "Teté" Donoso       | TVN         |
| 1999        | Aquelarre               | Miss Julia Moya                  | TVN         |
| 2000        | Santoladrón             | Regina Smith                     | TVN         |
| 2001        | Amores de Mercado       | Amelia Beauchef                  | TVN         |
| 2002        | El Circo de las Montini | Doctrice Rosario Álvarez         | TVN         |

### Séries
- 1998 : Mi abuelo, mi nana y yo (TVN) : Maître spirituel
- 2003 : Cuento de mujeres (TVN) : Coordinatrice
- 2011 : Sin Dios ni Late (Zona Latina) : Elle-même (Invitée)
- 2011 : Síganme los buenos (Vive! Deportes) : Elle-même (Invitée)

## Crédits
- (es) Cet article est partiellement ou en totalité issu de l’article de Wikipédia en espagnol intitulé « Jael Ünger » (voir la liste des auteurs).